# Мечтающая Тереза
«Мечтающая Тереза» (англ. «Thérèse Dreaming», фр. «Thérèse  rêvant») — картина французского художника польского происхождения Бальтюса (настоящее имя художника — Бальтазар Клоссовски де Рола), созданная в 1938 году. Картина входит в коллекцию Метрополитен-музея в Нью-Йорке, своим провокационным характером и высокими художественными достоинствами неоднократно привлекала к себе внимание прессы, искусствоведов, психологов, культурологов.

## История картины и её судьба
На протяжении более шести десятилетий, вплоть до девяноста двух лет, Бальтюс изображал девочек в достаточно сомнительных с точки зрения морали позах. Современное искусствоведение отмечает в его творчестве как бесспорный интерес к сексуальным аспектам жизни девочки-подростка, так и гневную реакцию на их сексуальную эксплуатацию.
Другим многолетним объектом художника был кот, которого один из искусствоведов назвал тотемным животным Бальтюса. Когда Клоссовски исполнилось одиннадцать, его любимый кот, Мицу (фр. Mitsou), убежал. Он создал в том же 1919 году сорок рисунков чёрными чернилами на бумаге, в которых рассказывалось о животном и о его бесплодных поисках. Они напоминают гравюры немецких экспрессионистов, таких как Эрнст Людвиг Кирхнер. В первом рисунке Бальтюс находит Мицу на скамейке в парке. В других рисунках кот изображён рядом с мальчиком на постели, он прогуливается по улицам на поводке, который тот держит в руке. В финальной сцене Мицу уже нет, и мальчик плачет один в своей спальне. Райнер Мария Рильке (который был другом семьи и любовником матери Бальтюса) организовал публикацию в 1921 году книги, посвящённой Мицу, для которой сам написал предисловие. Автор фигурировал на титульном листе книги под свои прозвищем — Бальтюс. Часто эти объекты — девочка и кот — присутствуют у него на одном холсте. На карандашном рисунке 1928—1929 годов «Площадь Одеон» (фр. «La Place de l’Odéon») мать прогуливается с сыном, но у матери кошачье лицо.
Незадолго перед созданием «Мечтающей Терезы» художник пережил тяжёлое потрясение. Швейцарская аристократка Антуанетта де Ватвиль, за которой он ухаживал в течение четырёх лет, заявила ему, что находится в близких отношениях с другим человеком, и прекратила общение с Бальтюсом. Художник попытался покончить жизнь самоубийством с помощью лауданума. Его друг Антонен Арто нашёл живописца вовремя и спас ему жизнь. Бальтюс позже возобновил занятия живописью, создавая портреты, которые нагоняли на него, по собственному признанию художника, тоску. В 1937 году Антуанетта де Ватвиль всё же вышла замуж за Бальтюса.

### Бальтюс и Тереза Бланшар
В 1936 году Бальтюс встретил жившую по соседству с ним Терезу Бланшар, одиннадцатилетнюю дочь работника ресторана. В течение следующих трёх лет он сделал большое количество картин с её изображением, которые считаются его лучшими работами этого периода. Они точно отражают настроения девочки-подростка: размышляющей, беспокойной, угрюмой. В двух из них Тереза изображена в одинаковой позе — она поднимает ногу, демонстрируя зрителю белое нижнее бельё. Эти две картины — «Девочка с кошкой» 1937 года и более поздняя и виртуозная её версия «Мечтающая Тереза» 1938 года.

### Картина «Мечтающая Тереза» в экспозиции музея и на выставках
Техника создания полотна «Мечтающая Тереза» — масляная живопись по холсту, размер — 149,9 x 129,5 сантиметров. Картина была приобретена в 1998 году музеем Метрополитен у Жака и Наташи Гельман. Номер картины в каталоге музея — 1999.363.2. Сохранился как минимум один этюд автора к этой картине, его размер — 24 на 24 сантиметра, это — рисунок, который выполнен карандашом по бумаге, он находился к 1984 году в коллекции Ральфа И. Гольденберга.
Картина вызвала скандал на ретроспективе работ Бальтюса «Кошки и девочки», подготовленной Сабиной Ревалд в музее Метрополитен в конце 2017 года. Нью-йоркский музей Метрополитен отказался убрать из экспозиции картину Бальтюса «Мечтающая Тереза» после того, как в конце ноября появилась и собрала большое количество подписей в интернете петиция с требованием убрать картину или дополнить её информацией о провокационной природе картины. Автор петиции, Миа Мерилл, заявила, что шокирована наличием в экспозиции музея Метрополитен изображения девочки в непристойной позе и что в контексте большого количества судебных исков по обвинению в сексуальных домогательствах к детям музей невольно «поддерживает вуайеризм и „объективацию“ детей» («Увлечение автора картины Бальтюса девочками-подростками хорошо известно, и можно утверждать, что эта картина романтизирует сексуализацию ребенка», — сказано в петиции). Временная выставка 2013 года «Бальтюс: кошки и девочки, картины и провокации» (на ней были представлены 34 картины художника), где демонстрировалась и эта картина, как раз сопровождалась аннотацией, что «некоторые картины могут быть неприятны зрителям». В феврале 2014 года Музей Фолькванг в немецком Эссене отменил выставку картин Бальтюса, которая включала сделанные художником фотографии обнажённой несовершеннолетней модели. Директор этого музея, крупный теоретик современного искусства Тобиа Беццола, правда, тогда заявил в интервью газете «The Art Newspaper», что «с точки зрения закона всё было бы в порядке, если бы это были рисунки или картины».
Другую реакцию на картину демонстрирует трогательное письмо, направленное художнику группой из двадцати детей (в возрасте от четырёх до шести лет) детского сада при Школе Святого Иоанна в Альпах (фр. La Classe Maternelle de l'École St-Jean d'Alpes) во Франции в 1994 году. Они рассказывали о огромном впечатлении, которое на них оказала картина во время посещения выставки «От Матисса до Пикассо» в соседней Швейцарии и интересовались у художника, о чём мечтала девочка, кто она такая, что с ней в настоящее время?

## Сюжет и особенности картины

Бальтюс. Девочка с кошкой, 1937

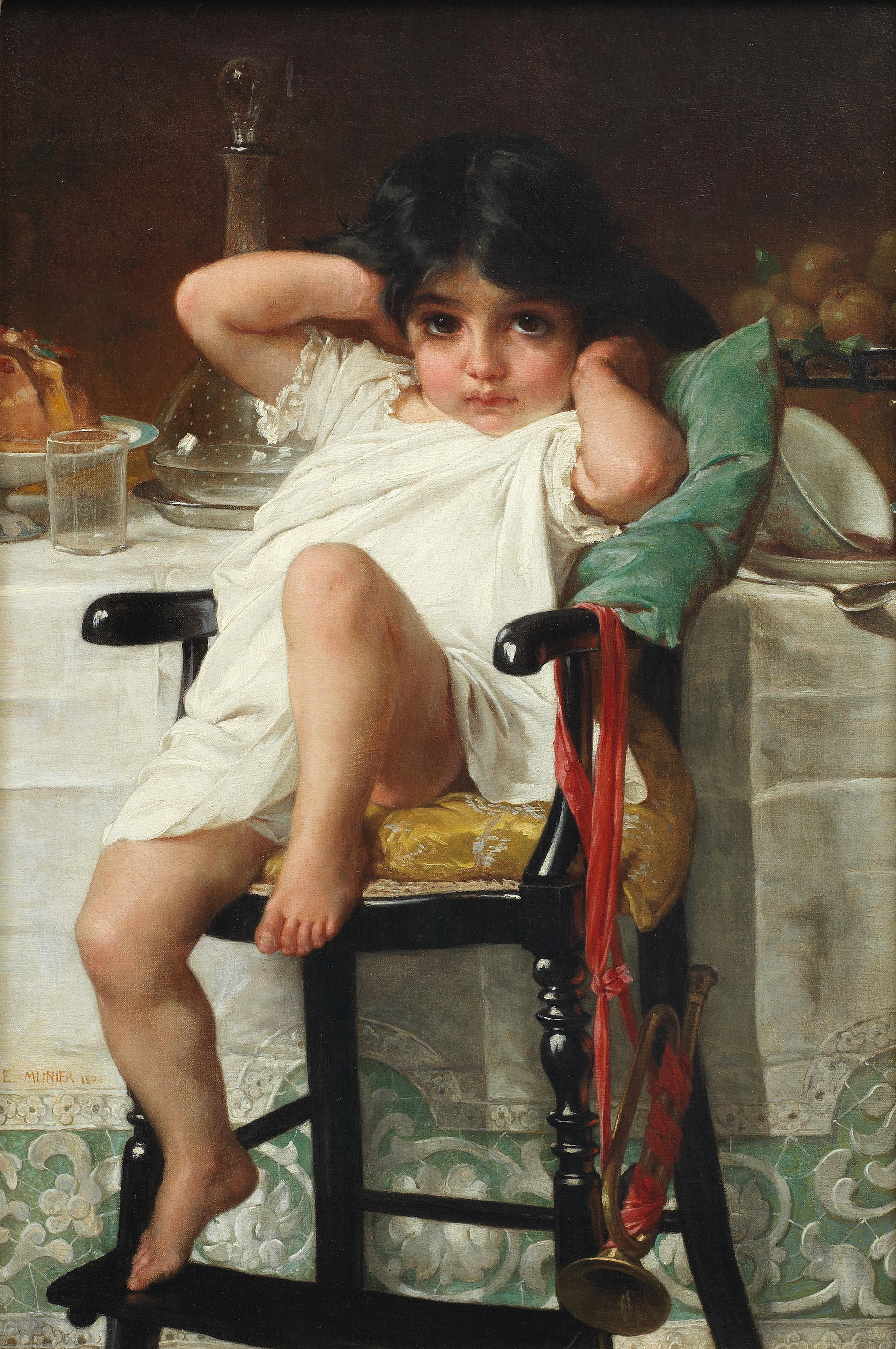
Эмиль Мюнье. Сахар и специи, 1879

### «Девочка с кошкой» 1937 года — предшественница «Мечтающей Терезы» и её источники
Первоначальная версия картины «Мечтающая Тереза» — полотно «Девочка с кошкой» 1937 года (фр. «Jeune fille au chat»). Её размер значительно меньше, чем «Мечтающей Терезы» — всего 88 на 78 сантиметров. Картина была создана в той же технике — масляная живопись по холсту. Долгое время эта картина находилась в коллекции мистера и миссис Е. А. Бергман, в настоящее время она находится в коллекции Чикагского института искусств. Тереза в «Девочке с кошкой» выглядит так, как будто её только что заставили прервать игру. Бледная кожа и сочетание бирюзового, белого и красного цветов в одежде выделяются на аскетичном фоне студии художника. Рядом с девочкой толстая с тигровой окраской кошка едва различима. Бальтюс подчёркивает невинный эксгибиционизм девочки. Эротическое настроение усиливает строгость композиции. Бесспорно, что именно художник — взрослый человек, требовал от девочки такого положения тела во время позирования. Бальтюс настаивал на «святости» своих «ангелов», как он называл свои модели, однако критик газеты «The New Yorker» настаивает на соотнесении творчества Бальтюса с крылатой фразой Оскара Уайльда: «Плохой человек — это тот человек, который восхищается невинностью». Позднее, отношения Бальтюса с другой его моделью-подростком Лоранс Батай, дочерью Жоржа Батая, были откровенно плотскими. Дети Бальтюса никогда не улыбаются. Они остаются отстранёнными и углублёнными в себя. Часто они задумчивы и поглощены своими грёзами. Эти мечты являются частью полового созревания.
Художник скопировал положение Терезы в обеих работах («Мечтающая Тереза» и «Девочка с кошкой») из фотоколлажа Ман Рэя, который появился в том же номере иллюстраций журнала сюрреалистов «Минотавр» (№ 3, он вышел в июне 1935 года, фотоколлаж сопровождал эссе Поля Элюара), где появились иллюстрации самого Бальтюса к «Грозовому перевалу» Эмили Бронте. На коллаже присутствуют две девочки, левая сидит в позе Терезы Бланшар. В свою очередь, фотоколлаж Рэя основан на картине «После обеда» (англ. «After Dinner», другое название полотна — англ. «Sugar And Spice», «Сахар и специи»), созданной в 1879 году (присутствует подпись «E. Munier 1879») французского художника, ученика Вильяма Бугро, Эмиля Мюнье (1840—1895).
На своих картинах Мюнье часто изображал собственных детей — сына Анри (от первого брака) и дочь Марию Луизу (от второго). Картина «После обеда» изображает Марию Луизу Мюнье у обеденного стола. Показателем популярности, которой пользовалась эта картина на рубеже веков, является рекламный плакат «Pears Soap» (мыловаренной компании Pears Transparent Soap), на нём эта композиция была воспроизведена около 1910 года. Несмотря на позднюю дату публикации этого плаката, картина относится к раннему периоду творчества художника. Мари Луиза здесь изображена в значительно более младшем возрасте, чем Тереза Бланшар на картине Бальтюса (Мари Луиза родилась в 1874 году). Мунье был искренне привязан к своим детям и часто изображал их в своих произведениях, используя в качестве моделей. Существуют две известные версии полотна «Сахар и специи», одна картина является более крупной версией в натуральную величину (продавалась на аукционе Кристис 19 апреля 2005 года), а другая — с уменьшением размера, она выставлялась на аукционе в Нью-Йорке 26 октября 2004 года.
Искусствовед Гаиль Леджо отмечает различие картин Мюнье и Бальтюса. Героиня Мюнье — ребёнок, а не подросток, она провокационно смотрит на зрителя, предвещая героинь американской актрисы Ширли Темпл. Тереза же, поглощённая своими мечтами, сохраняет достоинство и индивидуальность. Феминистский литературный критик Нина Ауэрбах утверждала, что викторианскую женщину, поглощённую мечтами, не следует рассматривать как изображение пассивности, напротив, она представляет собой образ посвящённой. Это, по её мнению, — «загипнотизированные, сомнамбулистические, вампиризированные или по-иному преображенные женщины», находящиеся под влиянием мужчины-волшебника. Ауэрбах включает в число таких персонажей и Алису Льюиса Кэрролла в образе «мечтателя / создателя / разрушителя». Ревалд и Леджо соотносят картины художника с изображением Терезы Бланшар и фотографии Льюиса Кэрролла, хотя соглашаются, что знакомство Бальтюса с ними маловероятно, так как до 50-х годов они не были широко известны.

### Особенности картины «Мечтающая Тереза»
В «Мечтающей Терезе» девочка сидит в задумчивости, её руки сложены над головой, обнажённые ноги становятся воплощением дремлющей подростковой сексуальности. Седая кошка, пьющая молоко из блюдца, прибавляет ещё одну эротическую метафору. Историки искусства отмечают, что на картине представлен этап жизни, который находится между невинностью и сексуальными фантазиями, реальностью и мечтами. Позже, Бальтюс неоднократно повторял, правда, с другого ракурса положение ног девочки на своих полотнах: в 1941 году (картина «Салон», англ. «Salon», где изображена Жоржет Кослин, 13 лет, но её левую ногу скрывает стол) и в 1944 году («Золотые дни», англ. «The Golden Days», где запечатлена Одиль Бюньон, 14 лет).

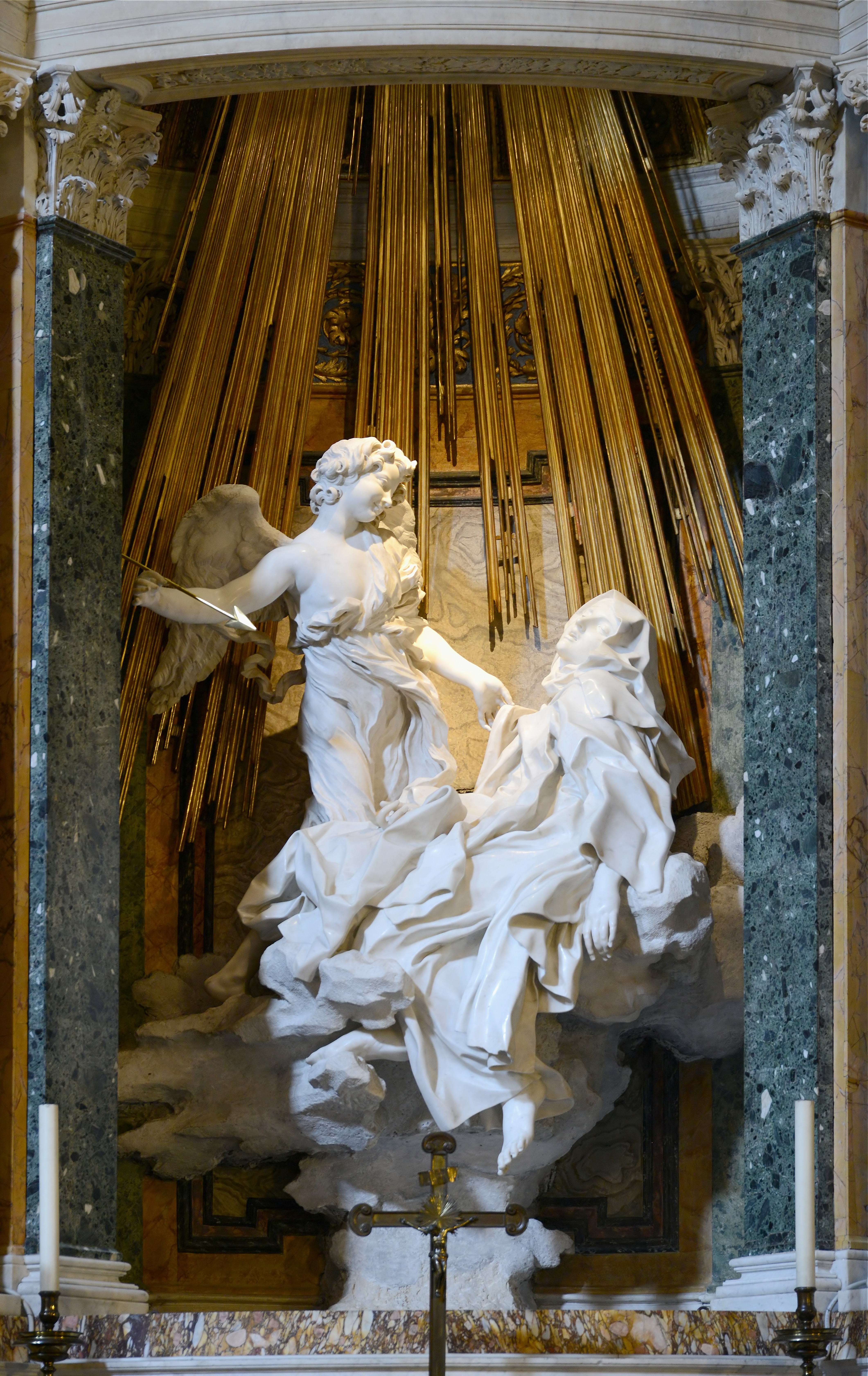
Джованни Лоренцо Бернини. Экстаз святой Терезы,1647

Эндрю Бринк отмечает, что смятая ткань на заднем плане подразумевает чьё-то ещё незаметное, но подразумеваемое присутствие в пространстве картины. Он предполагает, что эта ткань символизирует некое заинтересованное лицо (по его мнению, ткани намеренно придана форма человеческой головы), испытывающее интерес к девочке. Он считает, что и здесь необычной формы табурет, на котором сидит девочка напоминает жертвенный алтарь, отмечает закатанные рукава, спущенный чулок на левой ноге и сплетённые за головой руки.
Бринк отмечает, что в «Мечтающей Терезе» обувь девочки красного цвета, красная юбка окружает открывшееся взгляду зрителя белое нижнее бельё. На жертвенном алтаре / столе стоят красный сосуд, открытая зелёная ваза и более высокая тонкая полупрозрачная ваза, лежит помятая белая ткань. Он допускает, что это символы мужского и женского, но они гораздо более тонкие, чем символизм в более поздней «Девушке в зелёном и красном» (1944—1945). По его мнению, в белой ткани в вертикальную складку можно предположить закутанное мужское лицо, которое пристально смотрит на девочку. Девочка (руки на голове, закрытые глаза, откидывается на зелёную подушку, визуально связана с объектами, лежащими на столе) символизирует культовое жертвоприношение. Картина, по его мнению, — мастерская «религиозная» композиция, напоминающая картины самого Бальтюса 50-х годов, в которых обнажённые женщины находятся в экстазе, но также являются жертвой. Однако, они значительно уступают в глубине и художественных достоинствах полотнам с Терезой Бланшар.
Гаиль Леджо отмечает баланс объектов на картине — красные туфли Терезы выглядят почти королевскими, они вступают в противоречие с её повседневной юбкой и блузкой; фоновый натюрморт может быть вдохновлён мастерами испанского или голландское барокко, а тёплая, приглушённая палитра, создаёт ощущение работы старого мастера.
Французский искусствовед Жиль Нере соотносит героиню картин «Девочка с кошкой» и «Мечтающая Тереза» с героиней «Алисы в Стране чудес» Льюиса Кэрролла. По его мнению, изображённый на картине «Девочка с кошкой» кот близок Чеширскому, чья улыбка остаётся после его исчезновения и который наблюдает за девочкой и её приподнятыми юбками через воображаемое зеркало, которое стоит на месте, занимаемом зрителем. Это, по его мнению, погружает зрителя в состояние между «сомнением и оцепенением».
Испанский психоаналитик считает, что Бальтюс, создавая эту картину, вдохновлялся скульптурной композицией Джованни Лоренцо Бернини: «Экстаз святой Терезы» (или «Святая Тереза в экстазе», капелла Корнаро в римской церкви Санта-Мария-делла-Витториа), созданной около 1647 года. Скульптурная группа, изображает религиозный экстаз испанской монахини Терезы Авильской. Скульптор представляет зрителю композицию, выполненную в блестящем белом мраморе: замершая Тереза и ангел с безмятежной улыбкой, осторожно направляющий стрелу в сердце святой. Вместе с тем он обращает внимание, что кошка на картине подчёркивает сексуальный подтекст картины и подмечает, что сама кошка на картине, вероятно, беременна.

## Картина в культурологии

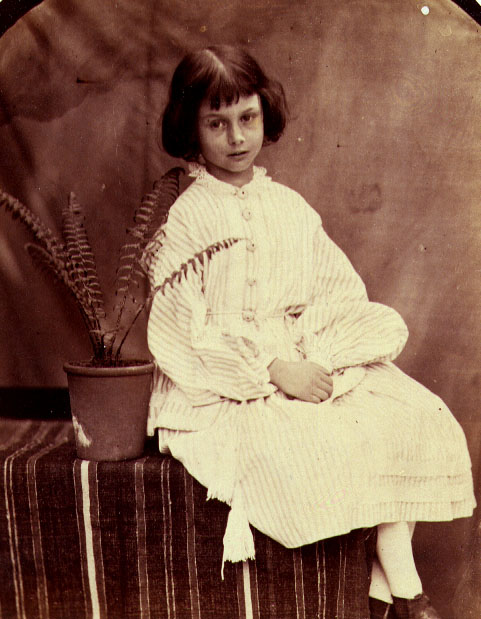
Льюис Кэрролл. Алиса Лидделл, 1860

Сабина Ревалд сближает фотоработы Льюиса Кэрролла с образом Терезы на картине Бальтюса, но в отличие от Кэрролла Бальтюс, по её мнению, в изображениях Терезы демонстрирует тяготы, а не безмятежность подросткового возраста. Его образы детей полны напряжения. Вопреки прототипам XIX века с изображением мечтательных детей, Бальтюс устраняет игрушки и посторонние предметы, создавая сцены, с простыми, суровыми интерьерами, в чём сказывается определённое влияние Пьеро делла Франческа, чьи работы он изучал в Ареццо в 1926 году. Девочка сидит крайне неловко. Сабина Ревалд признавалась, что видит часто такое положение тела в общественном транспорте; такая поза, по её мнению, абсолютно бессознательна. Но на картинах Бальтюса в пустых комнатах, в этой же позе, они кажутся капризными или задумчивыми, интерьер создаёт контраст и напряжение. Кажется, что девочка щеголяет собой перед наблюдающим её зрителем. Именно этот естественный эротизм исследует, по её мнению, художник. Напротив, Филипп Кенель настаивает, что поза девочки абсолютно не подходит для тех состояний, которые приписывает ей художник. В таком положении невозможно спать или мечтать. Такое вывернутое положение женского тела в целом, по его мнению, характерно для картин Бальтюса.
«Это так забавно, что люди обижаются или возмущаются им; лично я нахожу его изображения детей восхитительными. Женщины просто не пишут о нём, потому что он считается девиантным художником. Возможно, это потому, что я немка, но я никогда не считала его творчество оскорбительным», — пишет Ревалд. В кошках на картинах Бальтюса она отказывается видеть символический подтекст, сексуальность или тёмную сторону личности автора. Она считает, что художник просто любил кошек, у него был дом, полный кошек, и себя он игриво называл себя Королём кошек, а жену — Принцессой кошек. Ревалд предполагает, что на него производили впечатление чувственность, непредсказуемость, независимость кошек, то, что их привязанность никогда не продолжается долго. Она отмечает, что в более поздних работах кошки исчезают, что приводит к композиционному дисбалансу и поверхностности. По её мнению, кошки добавили чувство детской игривости, которое было важной частью личности самого художника.
Джед Перл настаивает, что внимание художника выходит далеко за пределы интимных подробностей одежды девочки, поэтому изображение нельзя охарактеризовать как порнографическое. Натюрморт на столе, поднятые руки девушки, плетёный шезлонг, на котором она сидит, подушка, которая поддерживает её спину: каждый элемент требует такого же внимания, как сбившаяся одежда героини. Это не значит, что вид нижнего белья не предназначен для шокирования зрителя. Но он, по мнению искусствоведа, шокирует не больше, чем её закрытые глаза, видимые в профиль, мрачное выражение лица героини, погружённой в сон. Картина, по мнению критика, — это фантазия о девушке, мечта о детстве, которое можно увидеть сквозь тусклое стекло. Смысл картин Бальтюса тогда воплощён в серии знаков и символов, которые приобретают мистический характер по мере их появления на различных картинах художника, изображающих Терезу Бланшар: стол, стул, окно, дерево, зеркало, кошка, карточная игра, закрытые глаза, раздвинутые ноги, изогнутая аркой спина, конфронтация между мальчиком и девочкой, поворот фигуры. Американский писатель и эссеист Гай Давенпорт сравнивает картины «Дети Бланшар» (англ. «The Blanchard Children»), изображающую Терезу и её брата, и «Художник и его модель» (англ. «The Painter and His Model»), выполненную более сорока лет спустя. Он замечает, что на них те же самые стол и стул. Учитывая, что художник говорил о себе как плотнике, стучащем по одному и тому же гвоздю, возможно, это символизирует неизменность живописи, которая из года в год лишь слегка меняется.
Николас Фокс Вебер отмечает, что поведение Терезы на картине не соответствует изображённому художником подростковому возрасту, для которого характерна скромность и даже стыдливость. Больше подходит оно либо зрелой соблазнительнице, либо малышу. Такое поведение может быть объяснено только сном девочки, которая не знает в каком положении находится её тело и о том, что за ней наблюдает пристальный взгляд зрителя. С точки зрения Фокса Вебера, в «Мечтающей Терезе» Бальтюс, который всегда требовал неприкосновенности собственной частной жизни, открыто вторгается в чужую личную жизнь, мысли и чувства девочки, которую он рисует.
Ревалд указывает, что в портретах детей XVIII и XIX столетий кошки могут означать «потенциальное зло» и «скрытую женскую сексуальность», но она отвергает это значение для картин Бальтюса 30-х годов. Французский писатель Ален Вирконделе утверждает в своей новой книге «Бальтюс и кошки», что «взгляд» кота на картинах художника содержит тайные знания, полученные из глубин времени, обладая одновременно смирением и гордостью, он уникален, а сами кошки Бальтюса являются потомками священных кошек Древнего Египта, что соотносится с египетской позой девушки на полу на картине «Салон». Фокс Вебер обращает внимание, что в «Девочке с кошкой» кошка смотрит на зрителя, как телохранитель Терезы. Кошачий взгляд внушает страх. В «Мечтающей Терезе» изображён другой тип домашнего животного: кошка словно улыбается, рядом с ней миска с молоком, которое она лакает, образ её оказывается значительно менее реалистичен и несколько очеловечен.

## «Мечтающая Тереза» в культуре
Издательство «Penguin» использовало картину Бальтюса «Тереза с кошкой» на обложке издания «Лолиты» Владимира Набокова в 1995 году. На обложке книги издательства «Rowohlt», посвящённой анализу романа, изображён фрагмент картины «Мечтающая Тереза» (2008 год). Картиной «Мечтающая Тереза» навеяна одна из сцен триллера «В ночной тиши» режиссёра Роберта Бентона. Фильм вышел на экраны в США 19 ноября 1982 года.
Картина художника неоднократно вдохновляла фотографов. Уве Шеффлер прослеживает использование картин Бальтюса «Девочка с кошкой» и «Мечтающая Тереза», изображающих Терезу Бланшар, в постановочной фотографии XX века таких мастеров, как Эрик Кролл («Приношение Бальтюсу», 1988), Джонатан Аббу («Кот Бальтюса», 2015), Джозеф Чен (фотография для нью-йоркского журнала «Spirit and Flesh», сделанная в мае 2014 года, где в образе Терезы Бланшар выступила бразильская модель Паула Мулаццани), Хлоэ ван Овермейер («Мечтающая Тереза»), Валери Ламонтань (фотография из серии 2003 года под названием «Стать Бальтюсом»), Хисадзи Хара.